# Zoumri
Zoumri est un département, dans la région tchadienne du Tibesti.

## Histoire
De février 2008 à août 2018,  Zoumri a été une sous-préfecture du département de Tibesti Est. En 2024 Zoumri est érigé en département. Le département de Zoumri compte 3 sous/préfectures et 12 village et deux cantonats. Zoumri fut le bastion de la révolution tchadienne de 1965. Le FROLINAT. Le premier coup de fusil est tiré à Zoumri. Zoumri fut également la garnison du MDJT, le mouvement pour la démocratie et la justice au Tchad. 